# Pardosa suwai
Pardosa suwai este o specie de păianjeni din genul Pardosa, familia Lycosidae, descrisă de Tanaka, 1985. Conform Catalogue of Life specia Pardosa suwai nu are subspecii cunoscute.